# Mogila, Nordmakedonien
Mogila (makedonska: Могила) är en ort i Nordmakedonien. Den är huvudort i kommunen Mogila, i den södra delen av landet, 100 kilometer söder om huvudstaden Skopje. Mogila ligger 588 meter över havet och antalet invånare är 4 392.